# Dakota Kai
Cheree Georgina Crowley (Auckland, 6 de maio de 1988) é uma lutadora de wrestling profissional neozelandesa. Ela é mais conhecida por sua passagem pela WWE, onde atuou sob o nome de ringue Dakota Kai.
Antes de assinar com a WWE, ela lutava sob o nome de Evie e apareceu no Impact Pro Wrestling (IPW) em sua terra natal, na Nova Zelândia, na Pro Wrestling Women's Alliance (PWA) na Austrália, nas promoções americanas Shimmer Women Athletes e Shine Wrestling, além das promoções japonesas Pro Wrestling Zero1 e World Wonder Ring Stardom.
Como Dakota Kai, Crowley assinou com a WWE e participou do Mae Young Classic. Ela foi designada para a marca NXT, onde trabalhou até 2022, conquistando, junto com Raquel Rodriguez, a vitória inaugural no Dusty Rhodes Tag Team Classic feminino, além de ser campeã inaugural e duas vezes campeã de duplas femininas do NXT. Em abril de 2022, ela foi dispensada, mas meses depois, Crowley foi recontratada e promovida para o plantel principal, onde se juntou ao grupo Damage CTRL. Como parte do grupo, ela conquistou duas vezes o Campeonato de Duplas Femininas da WWE com Iyo Sky. Ela foi dispensada da WWE em 2 de maio de 2025.

## Carreira na luta livre profissional

### Promoções independentes da Nova Zelândia e Austrália (2007–2016)
Evie fez sua estreia no wrestling profissional em 15 de dezembro de 2007 para a empresa de Auckland, Impact Pro Wrestling. Seu nome de ringue é uma referência a seu Pokémon favorito, Eevee.
Em setembro de 2011, ela estreou em Sydney, na Austrália, na Pro Wrestling Alliance Australia (PWA Australia) para seu show anual PWWA, onde derrotou Kellie Skater. Em agosto de 2012, Evie se tornou a primeira Campeã Feminina da Impact Pro Wrestling NZ, derrotando Britenay e Megan Fox em uma luta triple threat. Uma semana depois, ela venceu o PWWA Championship ao derrotar Jessie McKay nas finais. Ela reteve o título durante sua primeira defesa contra Kellie Skater em 6 de outubro.
Depois que a Impact Pro Wrestling retornou após alguns meses de inatividade em meados de 2013, todos os campeões anteriores foram destituídos de seus títulos. Evie venceu o IPW Women's Championship em dezembro de 2013 e se aliou a uma nova facção heel chamada 'The Investment'.
Evie começou a lutar no Japão em 2014 trabalhando em um contrato de três meses concedido a ela por meio da Pro Wrestling Zero1. Ela foi a primeira mulher a receber tal contrato. Durante sua estada, Evie se juntou a Madison Eagles onde foram derrotadas contra as Global Green Gangsters (Kellie Skater e Tomoka Nakagawa) em uma luta pelo Shimmer Tag Team Championship como parte do show Joshi4Hope.

### Promoções independentes americanas (2013–2016)

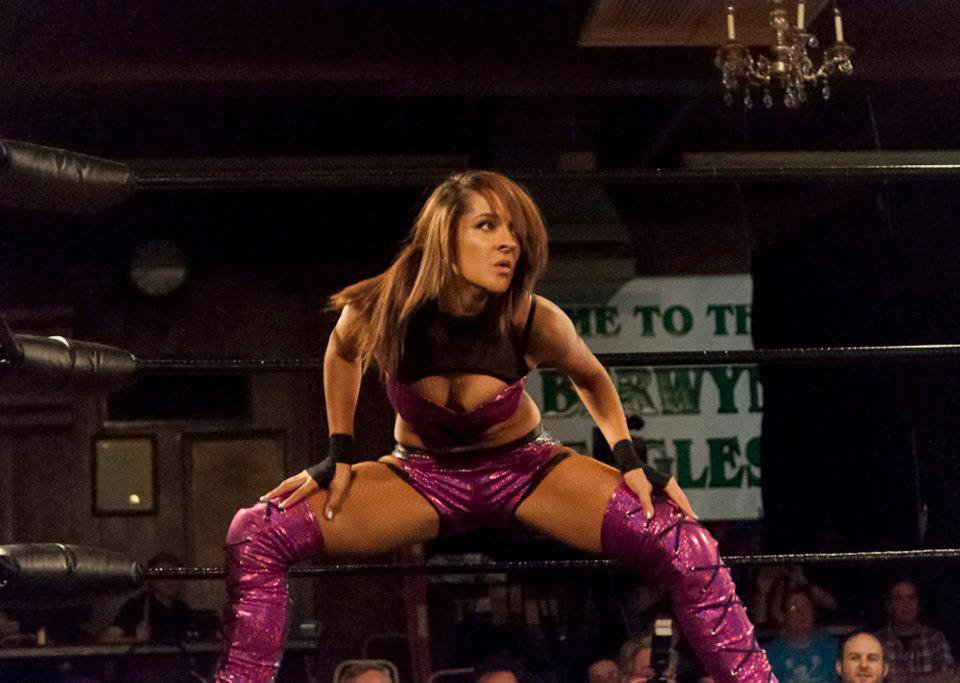
Evie lutando pela Shimmer Women Athletes em abril de 2013

Evie fez sua estreia pela promoção feminina americana Shimmer Women Athletes no Volume 53 em 6 de abril de 2013, participando de uma luta five-way que foi vencida por Christina Von Eerie e também envolveu Yuu Yamagata, Kalamity e Rhia O'Reilly. No Volume 54, Evie derrotou Kimber Lee para conseguir sua primeira vitória na promoção, mas ela foi derrotada por Mia Yim no dia seguinte no Volume 56. Ela competiu em uma derrota contra Hikaru Shida no Shimmer Volume 62 em abril de 2014. Nos volumes 63 e 64, Evie derrotou Rhia O'Reilly e Nicole Matthews, respectivamente.
Em 19 de abril de 2013, Evie fez sua estreia na Shine Wrestling no Shine 9, em uma derrota contra Mercedes Martinez. No Shine 18 iPPV em 20 de abril de 2014, Evie e Skater perderam para as campeãs Lucha Sisters (Leva Bates e Mia Yim) em uma luta pelo Shine Tag Team Championship.

### World Wonder Ring Stardom (2015–2016)
Em 6 de dezembro de 2015, Evie fez sua estreia na promoção japonesa World Wonder Ring Stardom. Em sua primeira luta, ela venceu o vago Artist of Stardom Championship ao lado de Hiroyo Matsumoto e Kellie Skater. Elas perderam o título para Io Shirai, Kairi Hojo e Mayu Iwatani em sua terceira defesa em 28 de fevereiro de 2016.

### WWE (2015–2025)

#### Primeiras aparições (2015–2017)
Crowley apareceu no episódio de 14 de outubro de 2015 do NXT sob o nome de Evie, e foi derrotada pela estreante Nia Jax. Em 15 de dezembro de 2016, Crowley assinou um contrato com a WWE, e poucos meses depois ela foi anunciada como participante no próximo Mae Young Classic sob o nome de ringue Dakota Kai. De acordo com Crowley, ela queria que seu novo nome de ringue fosse algo que soasse moleca, mas ainda refletisse sua herança samoana. A palavra kai significa mar na língua polinésia, indicando sua jornada para chegar à WWE, e ao contrário da crença popular, não é uma referência a Leilani Kai. Kai entrou no torneio em 13 de julho, derrotando Kavita Devi na primeira rodada e Rhea Ripley na segunda rodada, antes de ser eliminada nas quartas de final por Kairi Sane.

### Estreia no NXT (2017–2019)

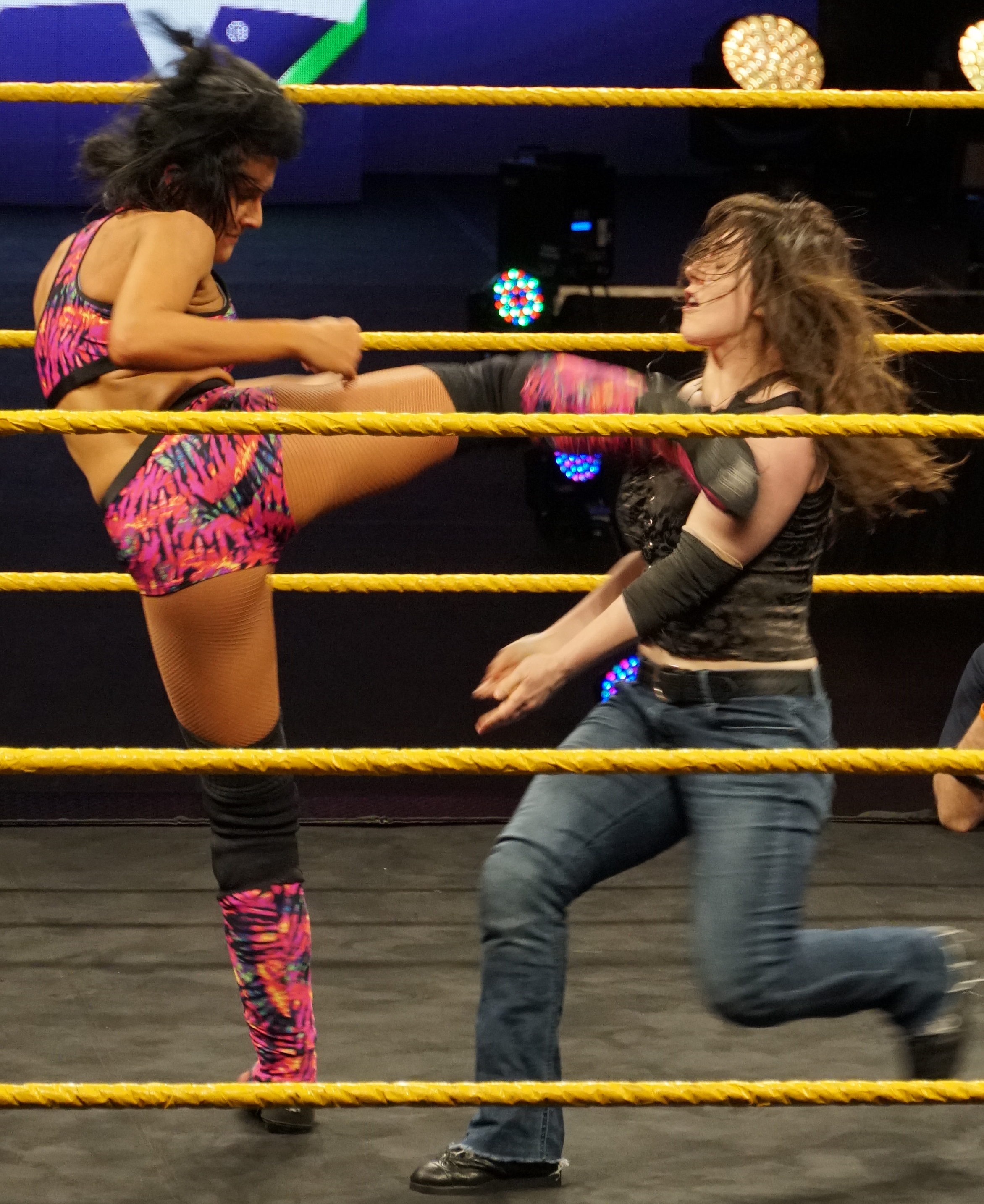
Kai (à esquerda) durante sua luta com Nikki Cross no torneio WrestleMania Axxess que ela venceu no início de 2018

No episódio de 25 de outubro de 2017 do NXT, Kai fez seu retorno à televisão competindo em uma batalha real , onde foi eliminada por Sage Beckett. No episódio de 10 de janeiro do NXT, Kai perdeu para a estreante Shayna Baszler por paralisação do árbitro após Baszler pisar e machucar seu braço. Após a luta, Baszler a atacou e aplicou um Kirifuda Clutch até que a Campeã Feminina do NXT Ember Moon a salvasse. No episódio de 14 de março de 2018 do NXT, Kai obteve sua primeira vitória na televisão ao derrotar Lacey Evans. Um mês depois, Kai a fez a sua estréia na WrestleMania durante a WrestleMania 34, competindo junto com várias outras mulheres do NXT na WrestleMania Women's Battle Royal, tornando-se a primeira mulher neozelandesa a competir na WrestleMania. Kai também participou do torneio WrestleMania Axxess que ela venceu, ganhando uma luta pelo NXT Women's Championship, mas acabou sendo derrotada pela recém-coroada campeã Shayna Baszler. Em maio, Kai ganhou outra chance pelo título, mas mais uma vez não teve sucesso em vencê-lo. Ao longo do resto do ano, Kai continuaria a competir em lutas individuais, acumulando várias vitórias e derrotas contra concorrentes como Santana Garrett, Bianca Belair, Lacey Evans e Aliyah.
Paralelamente às suas atividades no NXT, Kai também apareceu na marca recém-criada NXT UK. Em outubro, Kai participou do primeiro pay-per-view feminino, Evolution, onde ela desafiou sem sucesso Rhea Ripley (em uma luta dark) pelo NXT UK Women's Championship. Antes da luta pelo título, Kai participou de um torneio (que foi gravado no verão, mas foi ao ar em novembro) pelo título vago, onde ela derrotou Nina Samuels na primeira rodada, mas foi eliminada nas semifinais pel\ eventual vencedora Rhea Ripley. Depois de passar alguns meses fora, Kai voltou ao NXT TakeOver: WarGames em 17 de novembro, onde ela e Io Shirai ajudaram Kairi Sane durante sua luta com Shayna Baszler, atacando as aliadas de Baszler, Jessamyn Duke e Marina Shafir, que interfeririam mais cedo. Logo após o evento, o trio continuaria a rivalidade com Baszler, Duke e Shafir nas semanas seguintes. Em 17 de janeiro de 2019, Kai anunciou em sua página do Twitter que ela sofreu uma lesão em seu joelho, durante um live event do NXT em dezembro, o que a afastaria das competições dentro do ringue pelos próximos meses.
Depois de mais de nove meses de inatividade e algumas vinhetas, Kai derrotou Taynara Conti no episódio de 25 de setembro do NXT em sua luta de volta no ringue. Pouco depois, a parceira de duplas de longa data Kai, Tegan Nox também voltou para o NXT e as duas se reuniram rapidamente sua equipe apelidada de "Team Kick". No episódio de 30 de outubro do NXT, o Team Kick desafiou sem sucesso as The Kabuki Warriors (Asuka e Kairi Sane) pelo WWE Women's Tag Team Championship.

### História com Raquel González (2019–2022)
Em novembro, Kai fez sua estréia no plantel principal como parte dos talentos do NXT que foram colocados em um ângulo de invasão do Raw e SmackDown como parte do pay-per-view Survivor Series. Durante esse tempo, Kai foi escolhida por Mia Yim como parte da equipe de Rhea Ripley para a primeira luta feminina WarGames contra a equipe de Shayna Baszler. Em 23 de novembro no NXT TakeOver: WarGames, pouco antes da luta acontecer, Kai substituiu Yim, que foi atacada nos bastidores. No entanto, antes de entrar no ringue, Kai atacou sua parceira de duplas, Tegan Nox, virando heel pela primeira vez em sua carreira na WWE. Após seu retorno em dezembro, Mia Yim revelou que Kai a atacou nos bastidores e isso levou a uma luta rancorosa entre as duas, que Kai venceu. Em 26 de janeiro de 2020, no Royal Rumble, Kai entrou em sua primeira luta Royal Rumble, entrando com o número 15, mas não teve sucesso depois de ser eliminada por Chelsea Green. No episódio de 29 de janeiro do NXT, Kai perdeu para Nox depois que ela usou uma joelheira após uma distração de Candice LeRae.
Em 16 de fevereiro, no NXT Takeover: Portland, Kai derrotou Nox em uma street fight após a interferência da estreante Raquel González. No episódio de 4 de março do NXT, Kai derrotou Nox em uma luta steel cage após a interferência de González. Em 7 de junho no NXT TakeOver: In Your House, Kai se juntou a González e Candice LeRae onde foram derrotadas por Nox, Mia Yim e Shotzi Blackheart em uma luta de trios. No episódio de 1 de julho do NXT The Great American Bash, Kai, LeRae e Yim perderam para Nox em uma luta fatal four-way de eliminação para determinar a desafiante ao NXT Women's Championship. Duas semanas depois, no episódio de 15 de julho do NXT, Kai atacou Io Shirai, após Shirai ter defendido com sucesso sua luta pelo título contra Nox. No episódio de 5 de agosto do NXT, Kai derrotou Ripley para se tornar a desafiante número um pelo título de Shirai no NXT TakeOver XXX. Em 22 de agosto no evento mencionado, Kai foi derrotada por Shirai. Em novembro, Kai começou a rivalizar com Ember Moon , resultando em uma luta no episódio de 4 de novembro do NXT, que Kai venceu após a interferência de González. Posteriormente, Kai e González se alinharam com LeRae e Toni Storm, resultando em uma luta WarGames contra Blackheart, Moon, Shirai e Ripley no NXT TakeOver: Wargames em 6 de dezembro, onde a equipe de Kai venceu após González derrotar Shirai. Kai e González foram recentemente anunciadas como participantes do primeiro Dusty Rhodes Tag Team Classic feminino. Em 14 de fevereiro de 2021, no NXT TakeOver: Vengeance Day, Kai e González derrotaram Shotzi Blackheart e Ember Moon na final do Dusty Rhodes Tag Team Classic.

## Vida pessoal
A mãe de Crowley é originária do vilarejo de Lepea, na ilha de Upolu, em Samoa. Ela tem dois irmãos mais novos, sua irmã Nyrene é uma artista marcial mista. Seu avô Pat Crowley representou a Nova Zelândia como membro do All Blacks em 1949 e 1950. Crowley está atualmente em um relacionamento com o lutador profissional americano Karl Fredericks.

## Títulos e prêmios
- Pro Wrestling Women's Alliance

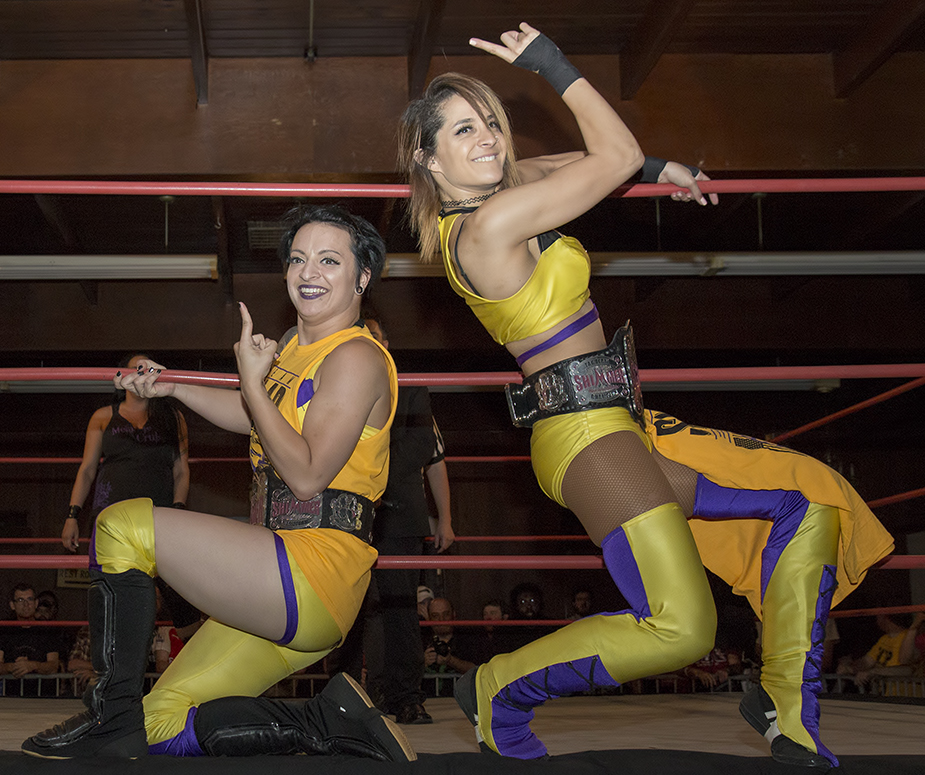
Junto com Heidi Lovelace, Evie foi uma das campeãs de duplas da Shimmer em 2016. A dupla era conhecida como "Team Slap Happy".

  - PWWA Interim Title Tournament (2012)[73]
  - PWWA Championship (1 vez)
  - PWWA Interim Championship (1 vez)
- Impact Pro Wrestling
  - IPW Women's Championship (3 vezes)[74]
- Pro Wrestling Illustrated
  - A PWI a classificou na posição 21ª entre as 50 melhores lutadoras da PWI Female 50 em 2016[75]
- Shimmer Women Athletes
  - Shimmer Tag Team Championship (1 vez) – com Heidi Lovelace[76]
- World Wonder Ring Stardom
  - Artist of Stardom Championship (1 vez) – com Hiroyo Matsumoto e Kellie Skater[12]
- WWE
  - Campeonato de Duplas Femininas da WWE (2 vezes) – com Iyo Sky[77]
  - Campeonato de Duplas Femininas do NXT (2 vezes, inaugural) – com Raquel González[78]
  - NXT Women's Championship Invitational (2018)[79]
  - Women's Dusty Rhodes Tag Team Classic (2021, inaugural) – com Raquel González[80]
  - NXT Year-End Award (1 vez)
    - Futura Estrela do NXT (2019)